# Pierre Marodon
Pierre Marodon est un réalisateur, scénariste et romancier  français, né le 2 mai 1873 dans le 14e arrondissement de Paris et mort le 4 avril 1949 à Aïn Témouchent (Algérie française).

## Biographie
Pierre Paul Guillaume Marodon est le fils d'Antoine Marodon, architecte, et de Mathilde Serveille. Il publie plusieurs romans-films racontés, il est aussi l'auteur de Fille du Diable, un roman d'amour, et de la pièce Fils de France, une comédie dramatique. Il épouse le 11 décembre 1926 à Paris l'actrice Germaine Rouer dont il divorce en 1932 et dont il a une fille, Thérèse Marney, future actrice.

## Filmographie

### Réalisateur
- 1919 : Qui a tué ?
- 1919 : Mascamor, ciné-roman en quatorze épisodes
- 1920 : Les Trois gants de la dame en noir
- 1920 : Le Tocsin
- 1920 : Les Morts qui parlent
- 1920 : Les Femmes des autres
- 1920 : La Femme aux deux visages
- 1920 : La Fée des neiges
- 1920 : La Chambre du souvenir
- 1923 : Le Château des fantômes
- 1923 : Le Diamant vert
- 1923 : Buridan, le héros de la tour de Nesle (+ scénariste)
- 1925 : Salammbô
- 1926 : Les Voleurs de gloire et Die Frau in Gold (version allemande)
- 1926 : Les dieux ont soif
- 1926 : La Bonne Réputation (Der Gute Ruf)

## Écrivain
- Le Diamant vert, ou la Clef d'émeraude, roman mystérieux, 1917
- Le Film de Salammbô, film réalisé par Pierre Marodon, d'après le roman de Gustave Flaubert, 1925
- Violettes impériales, roman historique et dramatique illustré par les photographies du film de Henry Roussell, 1925 ; réédition 1933
- L'Amant, roman  d'après le dernier film inédit de Rudolf Valentino, Le Fils du cheik[3], collection Mon film no 2, 1928
- Fille du Diable, roman d'amour inédit, 1930
- Fils de France, comédie dramatique en 3 actes et 4 tableaux, 1943